# Хазанович, Теодор Натанович
Теодор Натанович Хазанович (5 марта 1927 — 10 сентября 2010) — российский физик-теоретик.

## Биография
Окончил в 1950 году физический факультет МГУ. В 1953-56 был аспирантом МГПИ. С 1958 года работал в ИХФ РАН. В 1959 году защитил кандидатскую диссертацию, в 1989 году — докторскую диссертацию. Научные работы посвящены исследованиям в области магнитного резонанса.
Лауреат Виноградовской премии Реологического общества им. Г. В. Виноградова 2004 года за работы по исследованию эластомеров и деформационной зависимости их вязкоупругих свойств.

## Публикации
- Т. Н. Хазанович, К теории ядерной магнитной релаксации в жидкофазных полимерах // Высокомолекулярные соединения, 1963, 5(1),112
- И. Л. Бухбиндер, А. Р. Кессель, Т. Н. Хазанович, Статистический вывод кинетического уравнения для подсистемы в «вязкой среде» // Теоретическая и математическая физика, 1975, 23:1, 121—131
- И. П. Бородин, Т. Н. Хазанович, Отклик термодинамической системы на медленно меняющееся механическое возмущение // Теоретическая и математическая физика, 1974, 21:1, 130—136
- В. А. Савченко, Т. Н. Хазанович, Статистический вывод гидродинамических уравнений типа Грэда // Теоретическая и математическая физика, 1973, 14:3, 388—399
- В. А. Савченко, Т. Н. Хазанович, Статистический вывод уравнений движения жидкостей второго порядка // Теоретическая и математическая физика, 1970, 4:2, 246—252
- Н. Н. Корст, Т. Н. Хазанович, О релаксации и форме линии парамагнитного резонанса в средах с большой вязкостью // Журнал экспериментальной и теоретической физики, 1963, 45, 1523